# رافال مورافسكي

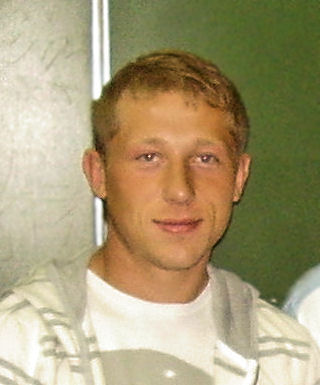
رافال مورافسكي

رافال مورافسكي (Rafał Murawski) ، من مواليد 9 أكتوبر 1981 في مالبورك في بولندا ، لاعب كرة قدم بولندي.
يلعب مع نادي ليتش بوزنان منذ عام 2006.
بدأ باللعب مع منتخب بولندا لكرة القدم في عام 2007.

## روابط خارجية
- رافال مورافسكي على موقع الاتحاد الدولي (مؤرشف)  (الإنجليزية)
- رافال مورافسكي على موقع الاتحاد الأوربي (الإنجليزية)
- رافال مورافسكي على موقع قاعدة بيانات كرة القدم.إي يو (الإنجليزية)
- رافال مورافسكي على موقع ناشيونال فوتبول تيمز (الإنجليزية)
- رافال مورافسكي على موقع Soccerbase.com (لاعب) (الإنجليزية)
- رافال مورافسكي على موقع عالم كرة القدم.نت (الإنجليزية)
- رافال مورافسكي على موقع كووورة